# Henning Solberg
Henning Solberg   (Askim, 8 de gener de 1973) és un pilot noruec de ral·lis.
És germà del pilot noruec de ral·lis i campió de l'edició del 2003 del Campionat Mundial de Ral·lis Petter Solberg. Henning Solberg va començar la seva carrera de conductor en el món del ral·li cross (Rallycross)i va passar als ral·lis a la meitat de la dècada dels noranta, com el seu germà Petter. El 1998 va disputar el seu primer ral·li del Campionat Mundial de Ral·lis participant en el Ral·li de Suècia. Entre el 1999 i el 2003 va guanyar Campionat Noruec de Ral·lis. El 2006 Henning Solberg va disputar 12 dels 16 ral·lis del Campionat Mundial de Ral·lis, a més a més del Ral·li de Noruega, amb un Peugeot 307 WRC. Va quedar tercer en el Ral·li de Turquia del 2006.